# アグラーテ・ブリアンツァ
アグラーテ・ブリアンツァ（伊: Agrate Brianza）は、イタリア共和国ロンバルディア州モンツァ・エ・ブリアンツァ県にある、人口約15,500人の基礎自治体（コムーネ）。

## 地理

### 位置・広がり
モンツァ・エ・ブリアンツァ県南東部に位置するコムーネで、県都モンツァから東へ6km、州都ミラノから北東へ約18km、ベルガモから南西へ約29kmの距離にある。

#### 隣接コムーネ
隣接するコムーネは以下の通り。MIはミラノ県所属。
- ヴィメルカーテ - 北
- ブラーゴ・ディ・モルゴラ - 北東
- カヴェナーゴ・ディ・ブリアンツァ - 東
- カンビアーゴ (MI) - 東
- カポナーゴ - 南東
- カルガーテ (MI) - 南
- ブルゲーリオ - 南西
- モンツァ - 西
- コンコレッツォ - 北西

### 気候分類・地震分類
気候分類では、zona E, 2557 GGに分類される。
また、イタリアの地震リスク階級 (it) では、zona 3 (sismicità bassa) に分類される。

## 姉妹都市
- チェスカー・トジェボヴァー（英語版）、チェコ

## スポーツ
- ファースト・レーシング - 自動車レーシングチーム。1987年から国際F3000選手権に参戦した。